# Franz Baur
Franz Baur (* 14. Februar 1887 in München; † 20. November 1977 in Bad Homburg vor der Höhe) war ein deutscher Meteorologe. Er gilt als Begründer der langfristigen Wettervorhersage.

## Leben
Baur, dessen Vater Oberst war, besuchte in München das Gymnasium. Danach trat er in das Bayerische Kadettenkorps ein. Anschließend besuchte er die Artillerie- und Ingenieursschule. Während des Ersten Weltkrieges avancierte er zum Hauptmann. Nach Kriegsende besuchte Baur die Universitäten München und Freiburg im Breisgau. Dort studierte er Physik, Mathematik, Geographie und Meteorologie. 1921 promovierte er zum Dr. phil. nat. Noch während des Studiums wurde er Leiter der medizinisch-meteorologischen Beobachtungsstelle St. Blasien. Dort war er bis 1926 tätig. 1929 wurde er Lehrbeauftragter an der Universität Frankfurt am Main und 1930 zum Honorarprofessor ernannt.
Während der Nationalsozialistischen Herrschaft war er bis 1935 Leiter der Staatlichen Forschungsstelle für langfristige Witterungsvorhersage in Frankfurt am Main; anschließend bis 1945 Direktor des Forschungsinstituts für langfristige Witterungsvorhersage beim Reichswetterdienst in Bad Homburg. Während dieser Zeit musste er Wetterprognosen für bestimmte Kampfgebiete, das Sommerwetter und die Getreideernte erstellen. Diese Aufgaben führten dazu, dass er nach Kriegsende zunächst keine Forschungsgelder bekam. Erst 1951 führte er einen Forschungsauftrag des Bundesernährungsministeriums durch.
Baur war mehrfach ausgezeichnetes Mitglied internationaler wissenschaftlicher Organisationen. Er erarbeitete Grundlagen für die Großwetterkunde, für langfristige Wettervorhersagen sowie zur medizinischen Klimatologie. Bis ins hohe Alter beschäftigte er sich mit der vergleichenden Auswertung statistischen Materials über das Wetter vergangener Jahre. Franz Baur starb an plötzlichem Herzversagen. Er ist auf dem Waldfriedhof in Bad Homburg vor der Höhe begraben.

## Veröffentlichungen (Auswahl)
- Mathematische Geographie, 1905
- Grundlagen einer Vierteljahres-Temperaturvorhersage der Jahreszeiten für Deutschland, 1926
- Korrelationsrechnung, 1928
- Einführung in die Großwetterforschung, 1937
- Musterbeispiele europäischer Grosswetterlagen, 1947
- Einführung in die Großwetterkunde, 1948